# Boccheggiano

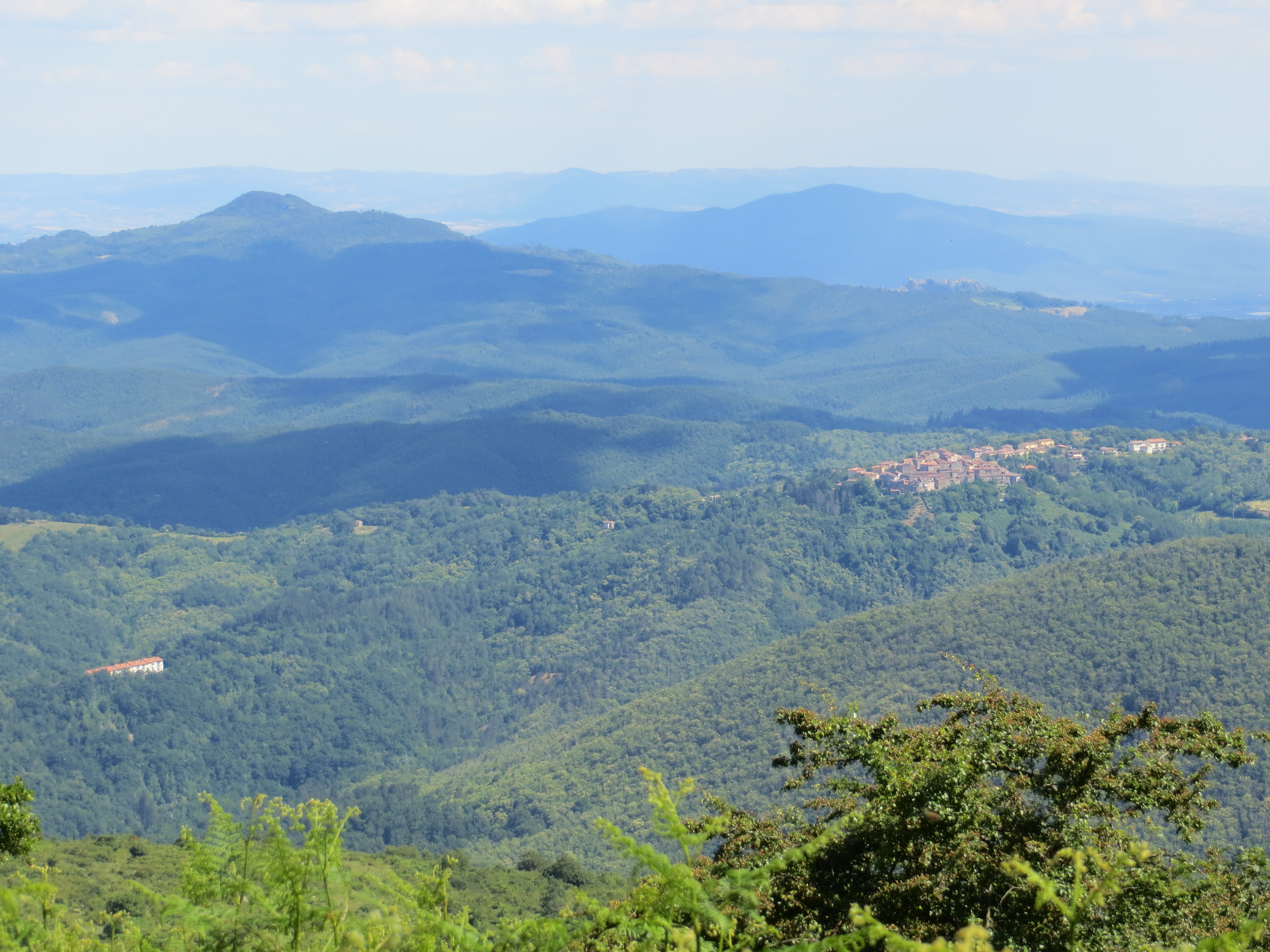
Boccheggiano dal Poggio di Montieri

Boccheggiano è una frazione del comune italiano di Montieri, nella provincia di Grosseto, in Toscana.

## Geografia fisica
Il paese di Boccheggiano si trova a 664 metri s.l.m. sulla sommità di un poggio nel cuore delle Colline Metallifere grossetane.

## Storia
I primi documenti storici che attestano l'esistenza del paese risalgono al XIII secolo e affermano che a quel tempo il vescovo di Volterra vantava dei diritti sul castello, costruito alla fine del XII secolo. Nel 1291 il castello di Boccheggiano passò nelle mani della famiglia Salimbeni che operò negli anni una intensa attività costruttiva, dotandolo di una cinta muraria con due porte di accesso fortificate. Di una di queste, la Porta della Torricella, rimangono dei ruderi ancora visibili e ben conservati (anche se poco curati) che danno una idea dell'imponenza della fortificazione preesistente. Della Porta di Villa, invece, non rimane traccia perché fu inglobata negli edifici costruiti a ridosso e all'interno del castello nel corso dei secoli. Al periodo medievale risalgono anche le due chiese di San Sebastiano e San Bartolomeo, quest'ultima ristrutturata durante il XIX secolo. La famiglia dei Salimbeni cedette alla Repubblica senese intorno al 1350.
Nel 1444 fu definitivamente occupato da Siena ed a questo periodo risale la distruzione del cassero. Nel 1608 il Granduca Ferdinando I lo riunì al Marchesato di Montieri, donandolo ai Capizzucchi di Roma. Dichiarato feudo da Ferdinando VI, fu accordato nel 1621 col titolo di Marchesato ad Antonio Salviati, nobile fiorentino, e alla stessa famiglia rimase fino a1 1749, quando entrò in vigore la legge sull'abolizione dei feudi granducali.
Con i Lorena si registrò un incremento demografico, che provocò mutamenti nella topografia insediativa, con la nascita di sobborghi esterni all'antico perimetro, anche se le modifiche più consistenti si sono avute in questo secolo, in relazione allo sviluppo dell'attività mineraria.

## Monumenti e luoghi d'interesse

### Architetture religiose
- Chiesa di San Bartolomeo, chiesa parrocchiale della frazione, intitolata al protettore del paese, nata sui resti del castello smantellato dai Senesi. La chiesa è stata restaurata in più occasioni: 1864 (quando venne realizzato anche il campanile in pietra a forma di torretta), 1986(quando, in seguito a un fulmine che distrusse il precedente campanile e il tetto della chiesa, fu costruito il campanile visibile attualmente), 1990.
- Chiesa di San Sebastiano, completamente restaurata ed ampliata alla metà del XVII secolo, accolse nel 1650 la statua di marmo di San Sebastiano opera di Bartolomeo Cennini, discepolo del fiorentino Pietro Tacca e collaboratore del Bernini, donata al paese dallo studioso di antichità Leonardo Agostini, che a Boccheggiano aveva avuto i natali.

### Architetture militari
- Mura di Boccheggiano: le fortificazioni duecentesche di Boccheggiano vennero distrutte dopo la definitiva occupazione dei Senesi nel XV secolo, e il sistema difensivo delle mura è visibile solo in qualche tratto, con una porta ad arco tondo in conci di pietra, detta Porta della Torricella.

## Società

### Evoluzione demografica
Quella che segue è l'evoluzione demografica della frazione di Boccheggiano. Sono indicati gli abitanti dell'intera frazione e dove è possibile la cifra riferita al solo capoluogo di frazione. Dal 1991 sono contati da Istat solamente gli abitanti del centro abitato, non della frazione.
| Anno | Abitanti | Abitanti       |
| Anno | Frazione | Centro abitato |
| ---- | -------- | -------------- |
| 1640 | 439      | -              |
| 1745 | 552      | -              |
| 1833 | 833      | -              |
| 1845 | 849      | -              |
| 1921 | 1 891    | -              |
| 1931 | 1 848    | -              |
| 1961 | 1 613    | 869            |
| 1981 | 793      | 519            |
| 2001 | -        | 339            |
| 2011 | -        | 311            |

## Cultura
A Boccheggiano operano alcune associazioni promotrici di manifestazioni teatrali, artistiche e culturali nel periodo estivo e autunnale: 
- Associazione Mosaico Arte, gruppo specializzato nell'organizzazione di spettacoli teatrali.
- Circolo Culturale "Mario Luzi" che ha varato nel 2005 il Bando Letterario Europeo di Poesia e Narrativa Città di Montieri.
- Associazione "Quattro Gatti" specializzata nell'organizzazione di spettacoli, eventi e feste di paese, tra le quali la "Festa della Birra".

Da segnalare, infine, la presenza della Sala teatrale di Boccheggiano, che costituisce il teatro comunale di Montieri, e il parco artistico denominato Giardino dei Suoni, di Paul Fuchs.

## Economia
Lo sviluppo di Boccheggiano è dovuto allo sfruttamento delle risorse minerarie locali, principalmente rame e argento, di cui è attestata l'estrazione fin dal 1334.
Soprattutto la presenza di miniere di argento nella zona del capoluogo Montieri (in località Le Carbonaie) contribuì alla creazione di una zecca locale e la moneta battuta fu chiamata Grosso di Montieri. Certo è che intorno al 1500 i giacimenti minerari vennero coltivati più intensamente e dotati di grandi impianti per la fusione di questi minerali, che furono adeguati, nel corso dei secoli, alle nuove scoperte tecnologiche.
Verso la fine del XV secolo, mentre il territorio di Montieri sembrava aver esaurito le sue ricchezze minerarie, si cominciò ad avere notizia di quelle di Boccheggiano. L'escavazione dei minerali fu ripresa alla metà del sec. XVIII ad opera della società anglo - italiana Lefry - Charron - Calzabigi con sede in Livorno, che affidò l'incarico delle ricerche a Giovanni Arduino, cui si deve la scoperta delle miniere di rame nella Val di Merse e la costruzione della prima fonderia (1753). I lavori furono ripresi poco dopo. Nella seconda metà dell'Ottocento si cercò di riprendere i lavori con metodi più razionali, fino a che le miniere passarono alla Società Montecatini. Risale a questo periodo l'invenzione del "metodo Conedera" per la produzione del rame: i suggestivi resti di questa tecnica di lavorazione sono gli imponenti cumuli di scorie di colore rosso presenti lungo la strada Massetana, noti come "Le Roste". In questo periodo la miniera contava già quasi 300 dipendenti che aumentarono negli anni seguenti fino a farla diventare la prima in Italia. Diverse cause portarono alla riconversione delle coltivazioni da rame a pirite. La pirite, utilizzata prima solo per i suoi contenuti di rame e ferro, in seguito divenne una materia prima fondamentale per l'industria chimica, quando si scoprì che poteva essere utilizzata per la produzione di acido solforico. II 31 dicembre 1908 la miniera cuprifera di Boccheggiano chiuse. Nei primi anni del Novecento Le aree di estrazione furono Molignoni, Tarantilli, Botroni, Valle Buia; gli impianti di lavorazione del minerale si trovavano in prossimità del fiume Merse. La miniera Merse (chiusa negli anni Settanta) fu prima utilizzata per l'estrazione del rame, e poi, tra il 1952 e il 1962, di pirite. Nello stesso periodo venne individuato, in località Campiano, un nuovo e ingente bacino di pirite; nel 1974 iniziò la costruzione di nuovi impianti, per i quali vennero utilizzate tecnologie d'avanguardia. Entrata in una fase critica per li altissimi costi di produzione, per la crisi di mercato dell'acido solforico (ottenuto a più basso costo dallo zolfo residuo ottenuto dalla distillazione del petrolio), la miniera è stata chiusa il 31 luglio 1994. L'espandersi dell'industria estrattiva ha provocato numerose trasformazioni sul piano territoriale; da ricordare in particolare il villaggio Merse, nato ai primi del Novecento intorno al Pozzo Serpieri e agli edifici industriali, che si dotò presto di attrezzature ricreative e di abitazioni per le famiglie degli operai.
La vocazione mineraria di Boccheggiano si esaurì intorno al 1994, quando la miniera di Campiano (considerata una delle più importanti miniere d'Europa) gestita dall'azienda Campiano Mineraria S.p.A. (Gruppo Eni), fu definitivamente chiusa. Con la chiusura della miniera cessò anche il funzionamento dell'impianto di pompaggio che teneva la miniera stessa sgombra dall'acqua e questo impedì che potesse essere sfruttata come risorsa di archeologia industriale sia a fini didattici che turistici.
Oggi Boccheggiano e i siti minerari circostanti sono compresi nel Parco tecnologico archeologico delle colline metallifere grossetane. Presso il teatro di Boccheggiano è stata aperta una delle porte del parco cioè un punto di accesso ai servizi turistici e di informazione del Parco stesso.

## Geografia antropica

### Campiano
Piccolissimo borgo noto per i suoi giacimenti di pirite e solfuri misti. Il toponimo probabilmente individua il castello che nel 973 fu ceduto dal marchese Lamberto di Ildebrando al prete Ropprando. Vista l'ubicazione, il castello sembra da identificare con il castello di Valle Buia, che faceva parte delle corti che versavano al vescovo di Massa Marittima decime sulle cave d'argento, sui vini e sulle rendite.